# 第7空降獵兵師 (德國國防軍)
第7空降獵兵師（德語：7. Fallschirmjäger-Division）是德國在第二次世界大戰期間的一支傘降師，它在1944年秋建立，随后在荷兰、阿尔萨斯、下萨克森地区作战，直到1945年向英军投降。

## 历史
1944年11月25日，原部署于荷兰芬洛前线、仅自1944年9月起存在的艾德曼空降獵兵師（Fallschirmjäger-Division Erdmann）被改编为第7空降獵兵師师（7. Fallschirmjäger-Division）。该师保留了前身部队的徽章，并于1945年4月前隶属于第1空降集团军（1. Fallschirm-Armee），受H集团军群指挥，此后转隶于西北战区。
该师自1945年1月前一直部署在荷兰的西线战场，随后转战阿尔萨斯。1945年1月15日起，第7空降獵兵師曾短暂隶属第1集团军，参与北风行动（Unternehmen Nordwind），并在莱茵河左岸战斗至加姆赛姆（德语称甘布斯海姆）桥头堡。
1945年1月底，该师由第47国民掷弹兵师等部队接替，随后返回第1空降集团军。2月，该师参加了帝国森林战役（Schlacht im Reichswald），并于同年3月在韦瑟尔地区作战，对抗英美发动的的大学行动（Operation Varsity）。
在战争即将结束前，该师被部署至德国北部。在向石勒苏益格-荷尔斯泰因方向撤退过程中，该师于1945年5月4日德军向盟军签署局部投降协议后，在奥尔登堡向英国军队投降。